# Marta Elka
Marta Elka Calafell López (Palma, 1983), de nom artístic Marta Elka, és una compositora, cantant i violinista mallorquina. La seva obra és una síntesi de folk, cultura mediterrània i literatura. Eix d'una família de músics. Amb la seva mare, Pilar Reiona, dirigeix el grup Xaloc Música. Amb el grup Posidònia recupera el repertori popular amb un tast contemporani.

## Discografia
- 2006 Moments (Audiovisuals de Sarrià)
- 2007 Cançonetes de Nadal (Audiovisuals de Sarrià)
- 2010 Que plogui! (Blau)
- 2014 Quartet de coses (Audiovisuals de Sarrià)
- 2017 Música Mediterrània amb el grup Posidònia (Blau Discmedi)
- 2017 25 anys en un sospir amb el grup Xaloc Música
- 2018 Sonen les campanes! (Blau Discmedi)
- 2019 Cançons de maternitat: amb el productor i llaütista Toni Pastor, poemes de Carme Riera (Blau Discmedi)[3][5]

## Recopilatoris amb diversos autors
- 2010 Manual Inacabat (per anar per la vida). Guillem d'Efak sentit per Joan Martorell
- 2014 Canten Giné (Angelets de la Terra)
- 2016 L'inquilí del gel (Blau)

## Premis i reconeixements
- Premi Enderrock de les Illes Balears (2018) per al disc 25 anys en un sospir[3]
- Premi Enderrock de les Illes Balears (2019) al millor disc folk Sonen les campanes!
- Finalista al IX Certamen Terra i Cultura (Premi Miquel Martí i Pol) del Celler Vall Llach, amb la cançó «Ales útils» musicant uns versos del poeta Miquel Àngel Lladó Ribas i candiata a la XII edició dels «Premis de la Música independent» (2020).[6]